# Либшер, Карел
Карел Либшер (чеш. Karel Liebscher; 24 февраля 1851[…], Прага, Земли Чешской короны[…] — 20 апреля 1906[…], Нове-Место, Цислейтания) — чешский художник-пейзажист и иллюстратор, брат художника Адольфа Либшера.

## Биография
Окончил Чешский технический университет, однако вскоре после этого после нервного срыва отказался от мысли заниматься техникой и посвятил себя изобразительному искусству. Специализировался в пейзажной живописи, особенно в изображении памятников чешской истории и культуры; позднее к ним добавились и средиземноморские виды. В 1879 году дебютировал как художник-иллюстратор. В 1883 году совершенствовал своё мастерство в Венской академии художеств. В 1885 году состоялась первая значительная персональная выставка Либшера в Праге (были представлены 128 картин и этюдов). Сотрудничая с издателем Яном Отто, иллюстрировал, в частности, журнал «Злата Прага».